# Urmince
Urmince es un municipio del distrito de Topoľčany en la región de Nitra, Eslovaquia, con una población estimada a final del año 2024 de 1381 habitantes.
Se encuentra ubicado al norte de la región, cerca del río Nitra (cuenca hidrográfica del Danubio) y de la frontera con las regiones de Trnava y Trenčín.

## Demografía
| Año        | 1994 | 2004    | 2014    | 2024    |
| ---------- | ---- | ------- | ------- | ------- |
| Población  | 1370 | 1389    | 1414    | 1381    |
| Diferencia |      | +1,38 % | +1,79 % | −2,33 % |

| Año        | 2023 | 2024    |
| ---------- | ---- | ------- |
| Población  | 1401 | 1381    |
| Diferencia |      | −1,42 % |